# Eva Ševčíková
Eva Ševčíková z domu Dvořáčková, ps. Eva Adams (ur. 15 listopada 1970 w Boskovicach) – czeska piosenkarka działająca w duecie Eva a Vašek.
Przez sześć lat uczęszczała do szkoły muzycznej w Blansku, gdzie studiowała śpiew i grę na fortepianie. Przez dwadzieścia dwa lata śpiewała w kraju i za granicą razem z Václavem Ševčíkiem.
Wykonują utwory w stylu pieśni ludowych, country, beatu, popu, szlagierów lat. 50., 60., 60. Otrzymali w Czechach dwie złote płyty.
W 2015 rozpoczęła karierę solową jako Eva Adams.

## Wydawnictwa audio
Opracowano na podstawie materiału źródłowego:
- 1994 – Ančo, Ančo ty se nevdáš
- 1994 – Šumařovo dítě
- 1994 – Za řekou
- 1994 – Pod jednou střechou
- 1994 – Santa Lucia
- 1994 – Životem jít
- 1994 – Cestička k Mayrovce
- 1994 – Pod vánoční hvězdou
- 1995 – Mámo neplač
- 1996 – Lucia, má loď vyplouvá
- 1996 – Ave Maria
- 1996 – Vánoční nastal čas
- 1997 – Kamarádka
- 1997 – La Montanara
- 1997 – Krásné chvíle
- 1998 – Zlatý křížek
- 1998 – Bloudí má loď
- 1998 – Vánoční dárek
- 1999 – Nesmělá písnička
- 1999 – Za světlem lásky
- 2000 – Kus štěstí mít
- 2000 – Písničky z Hospůdky u SURFu
- 2001 – Písničky z Hospůdky u SURFu 2
- 2002 – Půlnoční valčík
- 2002 – Písničky z Hospůdky u SURFu 3
- 2003 – Růže řeknou víc
- 2003 – Pláže a slunce
- 2003 – Písničky z Hospůdky u SURFu 4
- 2003 – Jadranská serenáda 1
- 2004 – Surfácké hadovky
- 2004 – Jadranská serenáda 2
- 2004 – Jadranská serenáda 3
- 2004 – Vaškova kapela
- 2005 – Jadranská serenáda 4
- 2005 – Jadranská serenáda 5
- 2006 – Bílá orchidej
- 2007 – Poupě lásky
- 2007 – Písničky z Hospůdky u SURFu 5
- 2007 – Písničky z Hospůdky u SURFu 6
- 2010 – Václavíčku, Václave
- 2011 – Vyznání

## Wydawnictwa audio-video
- 2000 – Slyšíš, jak zvoní
- 2000 – Pod vánoční hvězdou
- 2000 – Krásné chvíle
- 2001 – Písničky z Hospůdky u SURFu
- 2003 – Večery u Jadranu
- 2004 – Od Jadranu na Moravu
- 2006 – Maškarní bál
- 2006 – Jadranská serenáda
- 2006 – Eva a Vašek u Jadranu
- 2007 – Poupě lásky
- 2007 – S písničkou po Austrálii
- 2007 – S písničkou po Novém Zélandu
- 2008 – Václavíčku, Václave
- 2008 – S písničkou po Americe
- 2008 – S písničkou po Kanadě
- 2008 – Štěstí v písni
- 2008 – Miliony hvězdiček
- 2008 – Sladké hlouposti
- 2008 – Havířova růže
- 2008 – Mississippi
- 2009 – Kvítek z Havaje
- 2009 – Moře a Slunce
- 2010 – Na vlnách Jadranu
- 2010 – Oheň touhy
- 2012 – Šumařovo dítě
- 2012 – Pod jednou střechou
- 2013 – S tebou půjdu dál
- 2013 – Setkání u Jadranu Live 1
- 2014 – 25 let Jubilejní koncert
- 2014 – 20 let Jubilejní koncert Live 2
- 2014 – Párty na Jadranu Live 3
- 2014 – Silvestrovská párty Live 4
- 2015 – Když s tebou tančím
- 2015 – S písničkou po Mexiku
- 2016 – V náruči letní noci Live 6
- 2016 – První láska